# 14-та танкова дивізія (Третій Рейх)
14-та танкова дивізія (Третій Рейх) (нім. 14. Panzer-Division) — танкова дивізія Вермахту в роки Другої світової війни.

## Історія
14-та танкова дивізія була сформована 15 серпня 1940 на базі 4-ї піхотної дивізії та деяких бойових підрозділів 4-ї танкової дивізії вермахту в Кенігсбрюк та Міловиці на території IV (нім. Wehrkreis IV) та Богемії і Моравії військових округів.

## Райони бойових дій та дислокації дивізії
- Німеччина (листопад 1940 — березень 1941);
- Угорщина (березень — квітень 1941);
- Югославія (квітень — травень 1941);
- Німеччина (травень — червень 1941);
- СРСР (південний напрямок) (червень 1941 — листопад 1942);
- Сталінград (листопад 1942 — січень 1943);
- Франція (квітень — жовтень 1943);
- СРСР (південний напрямок) (жовтень 1943 — липень 1944);
- СРСР (відновлення боєздатності) (серпень — вересень 1944);
- СРСР (північний напрямок) (вересень — листопад 1944);
- Курляндський котел (листопад 1944 — травень 1945);

## Командування

### Командири
1-ше формування
- генерал кінноти Ерік Гансен (нім. Erick Hansen) (15 серпня — 1 жовтня 1940);
- генерал-майор Генріх фон Пріттвіц унд Гаффрон (нім. Heinrich von Prittwitz und Gaffron) (1 жовтня 1940 — 22 березня 1941);
- генерал-майор Фрідріх Кюн (нім. Friedrich Kühn) (22 березня 1941 — 1 липня 1942);
- генерал-майор Фердинанд Гайм (нім. Ferdinand Heim) (1 липня — 1 листопада 1942);
- оберст барон Ганс фон Фалькенштайн (нім. Hans Freiherr von Falkenstein) (1 — 16 листопада 1942);
- генерал-майор Йоганнес Бесслер (нім. Johannes Baeßler) (16 — 26 листопада 1942);
- оберст, згодом генерал-майор Мартін Латтманн (нім. Martin Lattmann) (26 листопада 1942 — 14 січня 1943);
- оберст Гюнтер Людвіг (нім. Günther Ludwig) (14 — 31 січня 1943);

2-ге формування
- оберст, згодом генерал-майор Фрідріх Зіберг (нім. Friedrich Sieberg) (1 квітня — 29 жовтня 1943);
- оберст Карл-Макс Грессель (нім. Karl-Max Grässel) (29 — 30 жовтня 1943), ТВО;
- оберст Мартін Унрайн (нім. Martin Unrein) (30 жовтня 1943 — 23 березня 1944);
- оберст, згодом генерал-майор Карл-Макс Грессель (23 березня — 7 травня 1944);
- оберст, з 1 липня 1944 генерал-майор Мартін Унрайн (7 травня — 1 вересня 1944);
- оберст Вернер Мумерт (нім. Werner Mummert) (1 — 5 вересня 1944);
- оберст Оскар Мунцель (нім. Oskar Munzel) (5 вересня — 25 листопада 1944);
- генерал-майор Мартін Унрайн (25 листопада 1944 — 10 лютого 1945);
- оберст Фрідріх-Вільгельм Юрген (нім. Friedrich-Wilhelm Jürgen) (19 лютого — 22 березня 1945);
- оберст Пауль Люнебург (нім. Paul Lüneburg) (22 — 25 березня 1945);
- генерал-майор Карл-Макс Грессель (25 березня — 8 травня 1945).

## Нагороджені дивізії
Нагороджені дивізії
Нагороджені Сертифікатом Пошани Головнокомандувача Сухопутних військ для військових формувань Вермахту за збитий літак противника
- 16 жовтня 1941 — 5-та батарея 4-го моторизованого артилерійського полку за дії 12 вересня 1941 (4);
- 16 жовтня 1941 — 1-ша батарея 4-го моторизованого артилерійського полку за дії 22 вересня 1941 (5);
- 16 травня 1942 — 1-ша батарея 4-го моторизованого артилерійського полку за дії 1 жовтня 1941 (78);
- 10 серпня 1942 — 8-ма рота 103-го моторизованого полку за дії 19 травня 1942 (203);
- 10 серпня 1942 — III-й батальйон 103-го моторизованого полку за дії 19 травня 1942 (204);
- 10 серпня 1942 — III-й батальйон 103-го моторизованого полку за дії 23 травня 1942 (205).

|  | Кавалери Нагрудного знаку ближнього бою в золоті                                                           | 5 |
|  | Кавалери Золотого Німецького Хреста                                                                        | 149 |
|  | Кавалери Срібного Німецького Хреста                                                                        | 8 |
|  | Кавалери Лицарського хреста Залізного хреста з Дубовим листям та Мечами                                    | 1 (№ 107 оберст Вернер Мумерт — 23.10.1944) |
|  | Кавалери Лицарського хреста Залізного хреста з Дубовим листям                                              | 5 (№ 348 оберстлейтенант Віллі Лангкайт — 07.12.1943 № 429 оберстлейтенант Вернер Мумерт — 20.03.1944 № 441 майор Гайнц Віттхов фон Брезе-Вініари — 06.04.1944 № 496 майор Йоахім Домашк — 11.06.1944 № 515 генерал-майор Мартін Унрайн — 26.06.1944) |
|  | Кавалери Лицарського хреста Залізного хреста                                                               | 54 |
|  | Кавалери Лицарського хреста Залізного хреста, удостоєних Хреста Воєнних Заслуг з мечами                    | 2 |
|  | Кавалери Почесної відзнаки Сухопутних військ «Почесна застібка на орденську стрічку для Сухопутних військ» | 44 |
|  | Кавалери ордену Михая Хороброго ІІІ ступеня (Румунія)                                                      | 1 |

- Нагороджені Сертифікатом Пошани Головнокомандувача Сухопутних військ (16)
- Нагороджені Сертифікатом Пошани Головнокомандувача Сухопутних військ за збитий літак противника (1)

## Бойовий склад 14-ї танкової дивізії
- штаб дивізії:
- 14-та мотопіхотна бригада:
  - 103-й мотопіхотний полк;
  - 108-й мотопіхотний полк;
  - 64-й мотоциклетний батальйон.
- 36-й танковий полк;
- 4-й моторизований артилерійський полк;
- 40-й танковий розвідувальний батальйон;
- 4-й батальйон самохідної артилерії;
- 13-й інженерно-саперний батальйон;
- 4-й батальйон зв'язку;
- 4-й загін постачання;
- 4-й навчальний батальйон.

- штаб дивізії:
- 14-та мотопіхотна бригада:
  - 103-й мотопіхотний полк;
  - 108-й мотопіхотний полк;
  - 64-й мотоциклетний батальйон.
- 36-й танковий полк;
- 4-й моторизований артилерійський полк;
- 40-й танковий розвідувальний батальйон;
- 4-й винищувально-протитанковий дивізіон;
- 13-й інженерно-саперний батальйон;
- 4-й батальйон зв'язку;
- 4-й загін постачання;
- 4-й навчальний батальйон.

- штаб дивізії:
- 103-й панцергренадерський полк;
- 108-й панцергренадерський полк;
- 36-й танковий полк;
- 4-й моторизований артилерійський полк;
- 40-й розвідувальний батальйон;
- 4-й винищувально-протитанковий дивізіон;
- 276-й зенітний дивізіон;
- 13-й інженерно-саперний батальйон;
- 4-й батальйон зв'язку;
- 4-й загін постачання;
- 4-й навчальний батальйон.